# Spilogona golbachi
Spilogona golbachi är en tvåvingeart som beskrevs av John Otterbein Snyder 1957. Spilogona golbachi ingår i släktet Spilogona och familjen husflugor. Inga underarter finns listade i Catalogue of Life.